# Kawasaki GPZ 900
Kawasaki GPZ 900 je motocykl, vyvinutý firmou Kawasaki, vyráběný v letech 1984–1996. Byl rekvizitou v americkém filmu Top Gun.
Je považován za první silniční superbike moderní doby. Rok po jeho uvedení přišla Suzuki se svou GSX-R 750, která byla první skutečnou replikou závodního motocyklu. Yamaha přišla s modelem FZ 750, Honda nasadila model VF 1000 se čtyřválcem do V.
Motor je technicky málo komplikovaný podčtvercový šestnáctiventilový čtyřválec DOHC s o 20 % menším objemem než konkurenční motocykly. Rozměrově malý motor umožňující zavěšení pod rám si vynutil přesun rozvodového řetězu na levou stranu a chlazení kapalinou. Dostatečného výkonu je dosaženo pomocí velkého průměru vrtání, což umožnilo použít ventily o větším průměru a malého zdvihu. Pružnost motoru je využita díky šestistupňové převodovce, v době vzniku modelu u velkoobjemového motocyklu zcela výjimečné.
Nosná část rámu motocyklu byla vytvořena z trubkových ocelových profilů, podsedlová část a kyvná vidlice z hliníkové slitiny. Hřídel zadního kola je uložená excentricky. O tlumení se starala přední vidlice vybavená antiponořovácím systémem AVDS a centrální tlumící jednotka Uni-track. Motocykl byl vybaven 2 kotouči původně s jednopístkovými a od roku 1988 s dvoupístkovými třmeny vpředu a zadní jednopístkovou kotoučovou brzdou vzadu.
Výraznější modernizací prošel motocykl v roce 1990. Modernizací prošla přední vidlice, u které se zvětšil průměr trubek a odpadl antiponořovací systém AVDS. Motocykl byl nově osazen čtyřpístkovými třměny vpředu a dvoupístkovým třmenem vzadu. Hlavní změnou ovšem představovalo nahrazení původního předního kola o průměru 16 palců za nové sedmnáctipalcové kolo.
Kapotáž je aerodynamicky tvarovaná. V době uvedení na trh se jednalo o nejrychlejší sériový motocykl na světě.

## Technické parametry
- Rám:
- Suchá hmotnost: kg
- Pohotovostní hmotnost: 257 kg
- Maximální rychlost: 243 km/h
- Zrychlení: 0–100 km/h 3,6 s, 0–160 km/h 7,5 s, 0–200 km/h 12,9 s
- Spotřeba paliva: l/100 km